# 香港医务委员会
香港醫務委員會（英語：The Medical Council of Hong Kong）是負責規管香港醫生的法定機構。根據《醫生註冊條例》（香港法例第161章）的規定，普通科醫生註冊分為五類，分別是正式註冊、臨時註冊、有限度註冊、暫時註冊和特別註冊。醫生亦可向醫務委員會申請專科註冊，相關名單會於香港憲報刊登。
香港醫務委員會的醫生委員屢屢被批評為保護主義，而且權力過大，因此近年來政府進行了多次的改革。

## 人員組成
香港醫務委員會由24名醫生和8名業外委員組成，衞生署署長擔任註冊醫生的當然註冊主任。成員組合如下：
- 由香港大學、香港中文大學及香港醫學專科學院分別提名的2名註冊醫生，合共6名，由行政長官委任；
- 衞生署署長或其代表，作為當然委員；
- 醫院管理局行政總裁或其代表，作為當然委員；
- 由香港醫學會提名和選出7名為該會會員的註冊醫生；
- 由全體註冊醫生選出通常居於香港的7名註冊醫生；
- 由香港醫學專科學院提名和選出2名為該院院士的註冊醫生；
- 由行政長官委任4名業外委員；
- 由病人組織選出3名業外委員；
- 由消費者委員會提名1名業外委員。